# Liste des épisodes de Gunslinger Girl

Cette page est une liste des épisodes de l'anime Gunslinger Girl (2 saisons distinctes, en 2003-2004 puis en 2008).

## Saison 1
| No | Titre français                 | Titre japonais                               | Titre japonais                                     | Date de 1re diffusion |
| No | Titre français                 | Kanji                                        | Rōmaji                                             | Date de 1re diffusion |
| -- | ------------------------------ | -------------------------------------------- | -------------------------------------------------- | --------------------- |
| 1  | Frère                          | 兄妹 - fratello -                            | Kyōdai - fratello -                                | 8 octobre 2003        |
| 2  | Astronomie                     | 天体観測 - orione -                          | Tentai Kansoku - orione -                          | 15 octobre 2003       |
| 3  | Le garçon                      | 少年 - ragazzo -                             | Shōnen - ragazzo -                                 | 29 octobre 2003       |
| 4  | La poupée                      | 人形 - bambola -                             | Ningyō - bambola -                                 | 12 novembre 2003      |
| 5  | La promesse                    | 約束 - promessa -                            | Yakusoku - promesa -                               | 19 novembre 2003      |
| 6  | La crème glacée                | 報酬 - gelato -                              | Hōshū - gelato -                                   | 26 novembre 2003      |
| 7  | Protection                     | 守護 - protezione -                          | Shugo - protezione -                               | 3 décembre 2003       |
| 8  | Le prince du royaume des pâtes | 御伽噺 - Il Principe del Regno Della Pasta - | Otogibanashi - Il Principe del Regno Della Pasta - | 17 décembre 2003      |
| 9  | Lycoris radiata                | 彼岸花 - Lycoris Radiata Herb -              | Higanbana - Lycoris Radiata Herb -                 | 15 janvier 2004       |
| 10 | Aimer                          | 熱病 - amare -                               | Netsubyō - amare -                                 | 29 janvier 2004       |
| 11 | Forte fièvre                   | 恋慕 - febbre alta-                          | Renbo - febbre alta-                               | 4 février 2004        |
| 12 | Symbiose                       | 共生 - simbiosi -                            | Kyōsei - simbiosi -                                | 11 février 2004       |
| 13 | Étoiles filantes               | 流星 - stella cadente -                      | Ryūsei - stella cadente -                          | 18 février 2004       |

## Saison 2: Gunslinger Girl: Il Teatrino
| No | Titre français                              | Titre japonais           | Titre japonais                     | Date de 1re diffusion |
| No | Titre français                              | Kanji                    | Rōmaji                             | Date de 1re diffusion |
| -- | ------------------------------------------- | ------------------------ | ---------------------------------- | --------------------- |
| 1  | La distance entre un frère et une sœur      | 二人の距離 兄妹          | Futari no Kyori Kyōdai             | 7 janvier 2008        |
| 2  | Pinocchio                                   | ピノッキオ               | Pinokkio                           | 14 janvier 2008       |
| 3  | Simulacre                                   | シミュラクラ             | Shimyurakura                       | 21 janvier 2008       |
| 4  | Le retour d'Angelica                        | アンジェリカの復帰       | Anjerika no Fukki                  | 28 janvier 2008       |
| 5  | Impermanence Réminiscence                   | 泡沫と追憶               | Utakata to Tsuioku                 | 4 février 2008        |
| 6  | Le terrier tibétain part à la retraite      | チベタンテリアの引退     | Chibetan Teria no Intai            | 11 février 2008       |
| 7  | Le cercle de la vengeance de Caterina       | カテリーナ 復讐の円環    | Katerīna Fukushū no Enkan          | 18 février 2008       |
| 8  | Une journée dans la vie de Claes            | クラエスの一日           | Kuraesu no Ichinichi               | 25 février 2008       |
| 9  | Serpent sagace, colombe ingénue             | 賢い蛇 純真な鳩          | Kashikoi Hebi Junshin na Hato      | 3 mars 2008           |
| 10 | Bienveillance                               | 善意の花                 | Zen'i no Hana                      | 10 mars 2008          |
| 11 | Sentiments naissants                        | 芽生える感情             | Mebaeru Kanjō                      | 17 mars 2008          |
| 12 | Poupées de combats                          | 戦う人形                 | Tatakau Ningyō                     | 24 mars 2008          |
| 13 | Et Pinocchio devint un être humain          | そしてピノッキオは人間に | Soshite Pinokkio wa Ningen ni      | 31 mars 2008          |
| 14 | Lumière sur Venise, Ténèbres dans les cœurs | ヴェネツィアの光、心の闇 | Venetsia no Hikari, Kokoro no Yami | 24 octobre 2008 (OAV) |
| 15 | Phantasma                                   | ファンタズマ             | Fantazuma                          | 24 octobre 2008 (OAV) |